# Landau (Familienname)
Landau ist ein überwiegend jüdischer Familienname (hebräisch לנדאו).

## Namensträger

### A
- Alfred Landau (Philologe) (1850–1935), österreichischer Philologe und Volkskundler
- Alfred Landau (Jurist) (1914–nach 1985), US-amerikanischer Jurist, UN-Beamter und Wirtschaftsexperte österreichischer Herkunft
- Anneliese Landau (1903–1991), deutsch-amerikanische Musikwissenschaftlerin

### B
- Bleu Landau (* 2005), britischer Schauspieler

### C
- Carina Landau, Pseudonym von Carina Krause (* 1967), deutsche Synchronautorin und Fotografin
- Chaim Landau (1916–1981), israelischer Politiker
- Charlotte Landau-Mühsam (geb. Mühsam; 1881–1972), deutsche Frauenrechtlerin und Politikerin

### D
- David Landau (Schauspieler) (1879–1935), US-amerikanischer Schauspieler
- David Landau (Journalist) (1947–2015), britisch-israelischer Journalist und Herausgeber
- David Folkerts-Landau (* 1949), deutscher Volkswirt
- David P. Landau (* 1941), US-amerikanischer Physiker
- David Wolf Landau (1742–1818), deutscher Rabbiner
- Dirk Landau (* 1964), deutscher Politiker

### E
- Edmund Landau (1877–1938), deutscher Mathematiker
- Edwin Maria Landau (1904–2001), deutscher Übersetzer und Verleger
- Elizabeth Landau, US-amerikanische Wissenschaftsjournalistin
- Ely A. Landau (1920–1993), US-amerikanischer Filmproduzent und Filmverleiher
- Emily Fisher Landau (1920–2023), US-amerikanische Kunstsammlerin
- Ergy Landau (1896–1967), ungarisch-französische Fotografin
- Ernst Landau (1911–nach 1977), US-amerikanischer Jurist, Rundfunkdirektor und Diplomat österreichischer Herkunft, siehe Ernest G. Land
- Ernst Landau (1916–2000), österreichischer Journalist, KZ-Überlebender, Übersetzer und Zeitungsgründer, siehe Ernest Landau
- Ernst Landau (1931–1999), israelischer Fotograf österreichischer Herkunft
- Eugen Landau (1852–1935), deutscher Bankier
- Ezechiel Landau (1713–1793), Rechtsgelehrter und Oberrabbiner

### F
- Felix Landau (Dirigent) (1872–1913), deutscher Dirigent und Kapellmeister
- Felix Landau (SS-Mitglied) (1910–1983), österreichischer SS-Hauptscharführer
- Felix Landau (Kunsthändler) (1924–2003), österreichisch-amerikanischer Kunsthändler

### G
- Georg Landau (1807–1865), deutscher Archivar und Historiker
- Gustaw Landau-Gutenteger (1862–1924), polnischer Architekt

### H
- Helene Landau, siehe Helene Bauer (1871–1942), österreichische Sozialwissenschaftlerin, Journalistin und Sozialistin
- Hans von Landau (um 1450–1513), deutscher Grundbesitzer und Reichsschatzmeister
- Hans Landau (1892–nach 1933), deutscher Chirurg
- Heinrich Friedrich Landau (1920–2003), deutscher Diplomat
- Herbert Landau (* 1948), deutscher Jurist
- Horst Landau (* 1937), deutscher Schriftsteller

### I
- Isidor Landau (1850–1944), deutscher Journalist und Theaterkritiker

### J
- Jacob von Landau (1822–1882), deutscher Bankier
- Jacob Landau (Journalist) (1892–1952), Journalist und Herausgeber österreichischer Herkunft
- Jacob M. Landau (1924–2020), israelischer Orientalist
- Jakob Landau (1892–1952), österreichisch-US-amerikanischer Journalist
- Jon Landau (Manager) (* 1947), US-amerikanischer Musikkritiker, Musikmanager und Musikproduzent
- Jon Landau (Filmproduzent) (1960–2024), US-amerikanischer Filmproduzent
- Josef Landau (1877–1944), polnischer Chemiker und Industrieller
- Judah Loeb Landau (1866–1942), südafrikanischer Rabbiner
- Juliet Landau (* 1965), US-amerikanische Schauspielerin
- Julius Müller-Landau (1907–1992), deutscher Pianist

### K
- Karl von Hackelberg-Landau (1859–1921), österreichischer katholischer Priester und Kanoniker
- Klara Landau (* 1953),  Schweizer Augenärztin
- Kurt Landau (Politiker) (1903–1937), österreichischer Trotzkist und Parteifunktionär
- Kurt Landau (Arbeitswissenschaftler) (* 1947), deutscher Arbeitswissenschaftler und Hochschullehrer

### L
- Leo Landau (Schauspieler) (1878–1916), österreichischer Schauspieler und Theaterregisseur
- Leo Landau (Anwalt) (1880–1960), deutscher Rechtsanwalt und Zionist
- Leopold Landau (Sänger) (1841–1894), Sänger (Tenor)
- Leopold Landau (Mediziner) (1848–1920), deutscher Arzt und Hochschullehrer
- Les Landau, US-amerikanischer Fernsehregisseur
- Lew Dawidowitsch Landau (1908–1968), sowjetischer Physiker
- Ljubow Harkavy-Landau (1877–1941), belarussisch-sowjetische Ärztin, Pharmakologin, Physiologin und Hochschullehrerin
- Lola Landau (1892–1990), deutsche Schriftstellerin
- Ludwig Landau (1535/36–1588), Abt der Reichsabtei Hersfeld, siehe Ludwig V. (Hersfeld)

### M
- Markus Landau (1837–1918), österreichischer Literaturhistoriker und Schriftsteller
- Martin Landau (1928–2017), US-amerikanischer Schauspieler und Produzent
- Max Landau, bürgerlicher Name von Max Landa (1873–1933), österreichischer Bühnen- sowie Stummfilmschauspieler
- Max Landau (1886–1915), österreichischer Anatom
- Michael Landau (Musiker) (* 1958), US-amerikanischer Gitarrist und Songwriter
- Michael Landau (Priester) (* 1960), österreichischer katholischer Priester und Präsident der Caritas Österreich
- Moses Israel Landau (1788–1852), tschechischer Gelehrter, Schriftsteller und Drucker
- Moshe Landau (1912–2011), israelischer Jurist

### P
- Paul Landau (1880–1951), deutscher Journalist und Schriftsteller
- Peter Landau (1935–2019), deutscher Rechtsgelehrter, Rechtshistoriker, Kanonist und Lehrstuhlinhaber

### R
- Ralph Landau (1916–2004), US-amerikanischer Chemieingenieur, Unternehmer und Autor
- Reiner von Landau (Geburtsname Johannes Landau; 1585–1637), deutscher Abt des Stifts Melk
- Rolf Müller-Landau (1903–1956), deutscher Maler
- Roman Landau (* 1955), deutscher Journalist, Autor und Verleger
- Rudolf Landau (* 1946), deutscher evangelischer Pfarrer, Theologe und Herausgeber
- Rudolf Adam von Hackelberg-Landau (1827–1903), österreichischer Politiker

### S
- Salo Landau (1903–1944), niederländischer Schachspieler
- Samuel Landau (1882–1942), polnischer Schauspieler
- Saul Landau (1936–2013), US-amerikanischer Regisseur, Produzent und Autor
- Saul Raphael Landau (1870–1943), Rechtsanwalt und Publizist
- Sigalit Landau (* 1969), israelische Bildhauerin, Videokünstlerin und Installationskünstlerin
- Sigmund von Landau (1542–1606), österreichischer Statthalter
- Susan Landau (Informatikerin) (* 1954), US-amerikanische Informatikerin und Kryptographin
- Susan Landau Finch (* 1960), US-amerikanische Filmproduzentin

### T
- Tania Landau (* 1965), britische Filmproduzentin
- Theodor Landau (1861–1932), deutscher Mediziner
- Tina Landau (* 1962), US-amerikanische Dramatikerin und Theaterregisseurin

### U
- Uzi Landau (* 1943), israelischer Politiker, Minister und Knesset-Abgeordneter

### V
- Verena Landau (* 1965), deutsche Malerin

### W
- Wilhelm von Landau (1848–1908), deutscher Forschungsreisender und Orientalist
- William M. Landau (1924–2017), US-amerikanischer Neurologe
- Wolf Landau (1811–1886), deutscher Oberrabbiner

### Z
- Zishe Landau (1889–1937), jiddischer Dichter